# Guy Tirolien
Guy Tirolien, né le 13 février 1917 à Pointe-à-Pitre (Guadeloupe) et mort le 3 août 1988, à Marie-Galante, est un poète guadeloupéen.

## Biographie
Guy Tirolien est né en Guadeloupe où son père, Furcie Tirolien est directeur d'école, mais il est toute sa vie passionnément attaché à Marie-Galante où ses grands-parents étaient agriculteurs, et où il revint, à l'âge de huit ans, lorsque son père devient conseiller général, puis député de Grand-Bourg. Léontine Alméda Colonneau, la mère de Guy Tirolien et l'épouse de Furcie Tirolien, est, elle aussi, née à Grand-Bourg. Après des études secondaires à Pointe-à-Pitre, il continue ses études en France à partir de 1936. Il prépare en particulier à Paris le concours d’entrée à l’École nationale de la France d'outre-mer au Lycée Louis-le-Grand. Il entrera dans cette École nationale de la France d'outre-mer et en sortira diplômé après la Seconde Guerre mondiale. Il rencontre à Paris les Afro-Américains Claude McKay et Langston Hughes. Durant la Seconde Guerre mondiale, il est fait prisonnier avec Léopold Sédar Senghor.
Libéré en 1942, Guy Tirolien s'engage dans le combat de la Négritude, aux côtés de Léopold Sédar Senghor, Aimé Césaire, Léon-Gontran Damas quand ceux-ci fondèrent ce mouvement littéraire. Il contribue à fonder la revue Présence africaine, publiée simultanément à Paris et à Dakar dès 1947.
Il devient administrateur colonial en Afrique de l'Ouest,. Il mène ensuite une carrière de fonctionnaire international de représentant de l'ONU au Mali et au Gabon notamment, tout en continuant à publier.

## Œuvre littéraire
Guy Tirolien est l'auteur d'une œuvre célèbre Prière d'un petit enfant nègre (1943) reprise dans son recueil Balles d'or publié aux éditions Présence africaine. Ce poème raconte l'histoire d'un enfant noir qui ne veut plus aller à l'école des blancs. Il signe aussi Feuilles vivantes au matin toujours chez le même éditeur.

### Œuvres
- Balles d'or, Présence Africaine, 1961, rééd. 1995, (poèmes) (OCLC 2692112)
- Feuilles vivantes au matin, Présence Africaine, 1977, (nouvelles) (OCLC 3882549)
- De Marie-Galante à une poétique afro-antillaise, L'Harmattan, coll. « Monde Caraïbe », 1990, (biographie, avec Michel Tétu, Glenn Davin) (OCLC 31664744)

## Pour approfondir